# 국군의 날

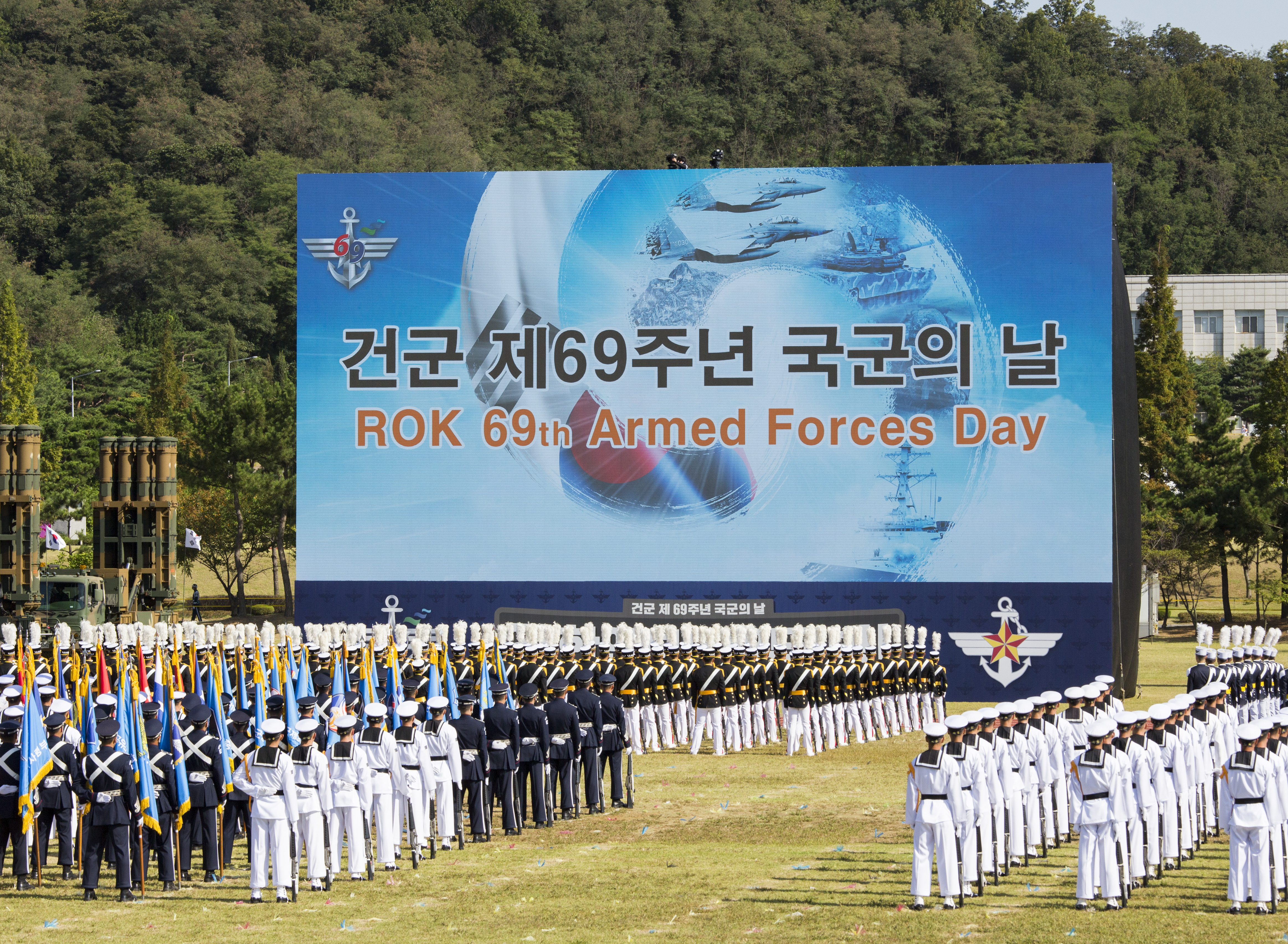
2017년의 국군의 날 행사

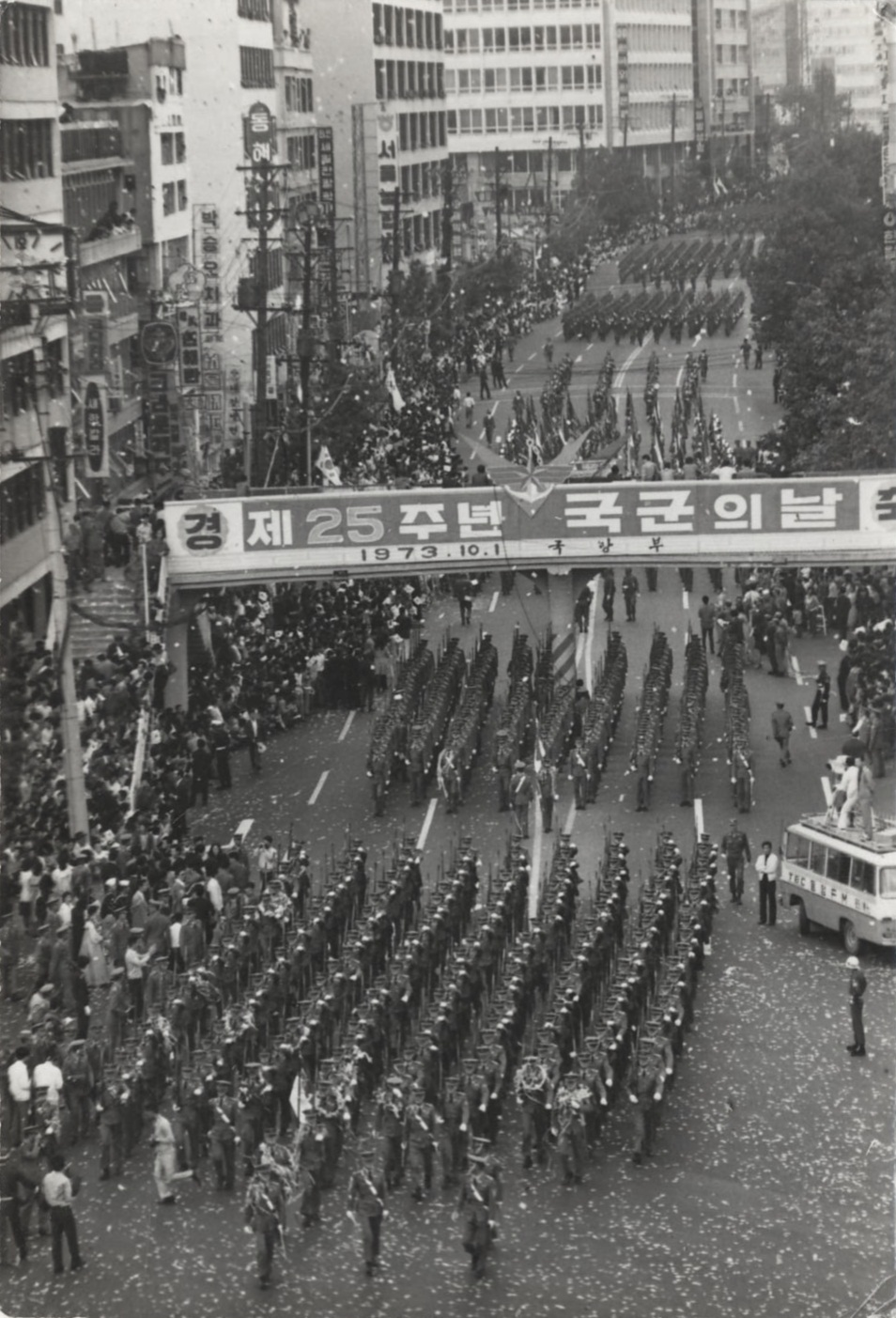
1973년의 국군의 날 행사

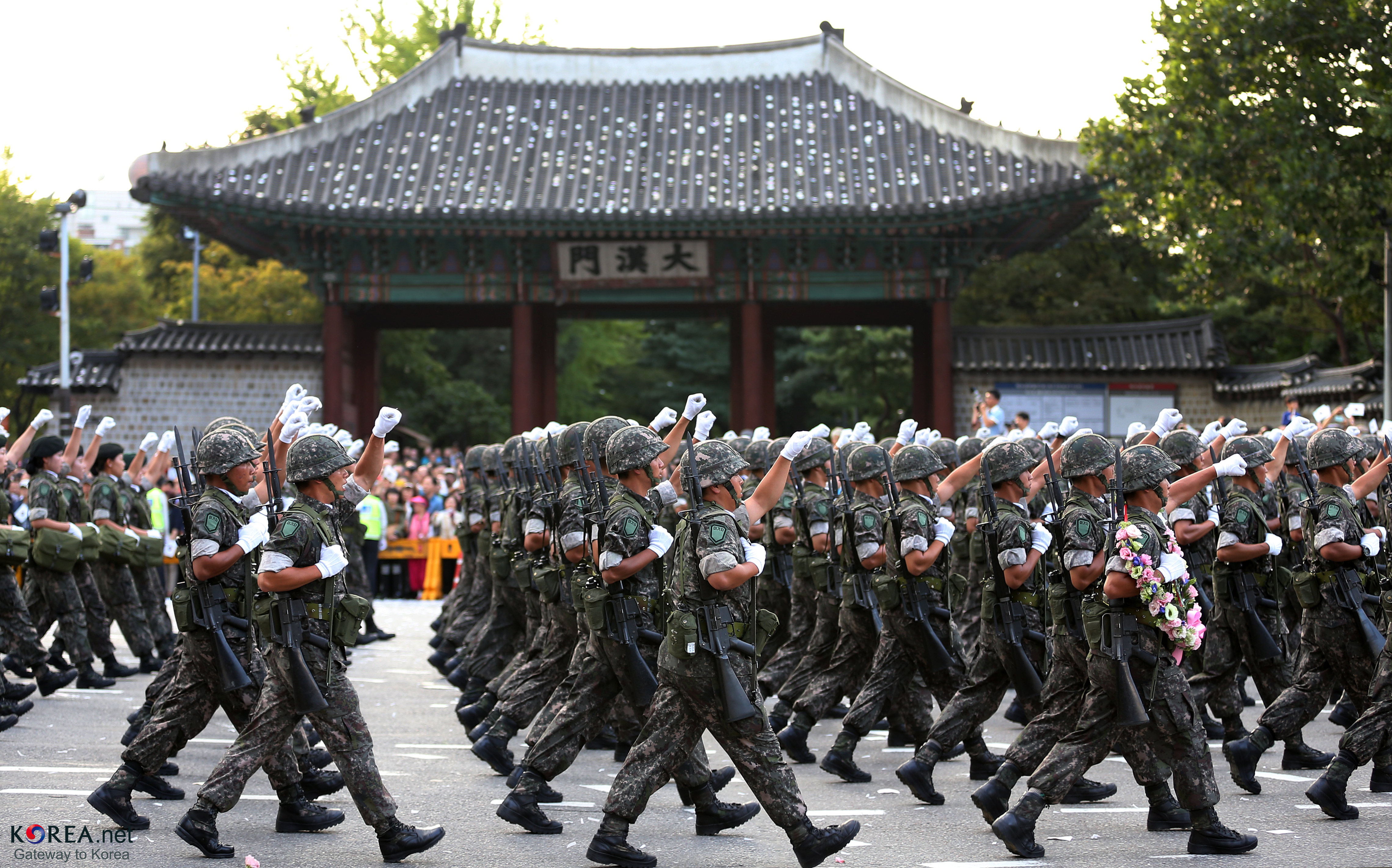
2013년 국군의 날 행사에서 행진하는 장병.

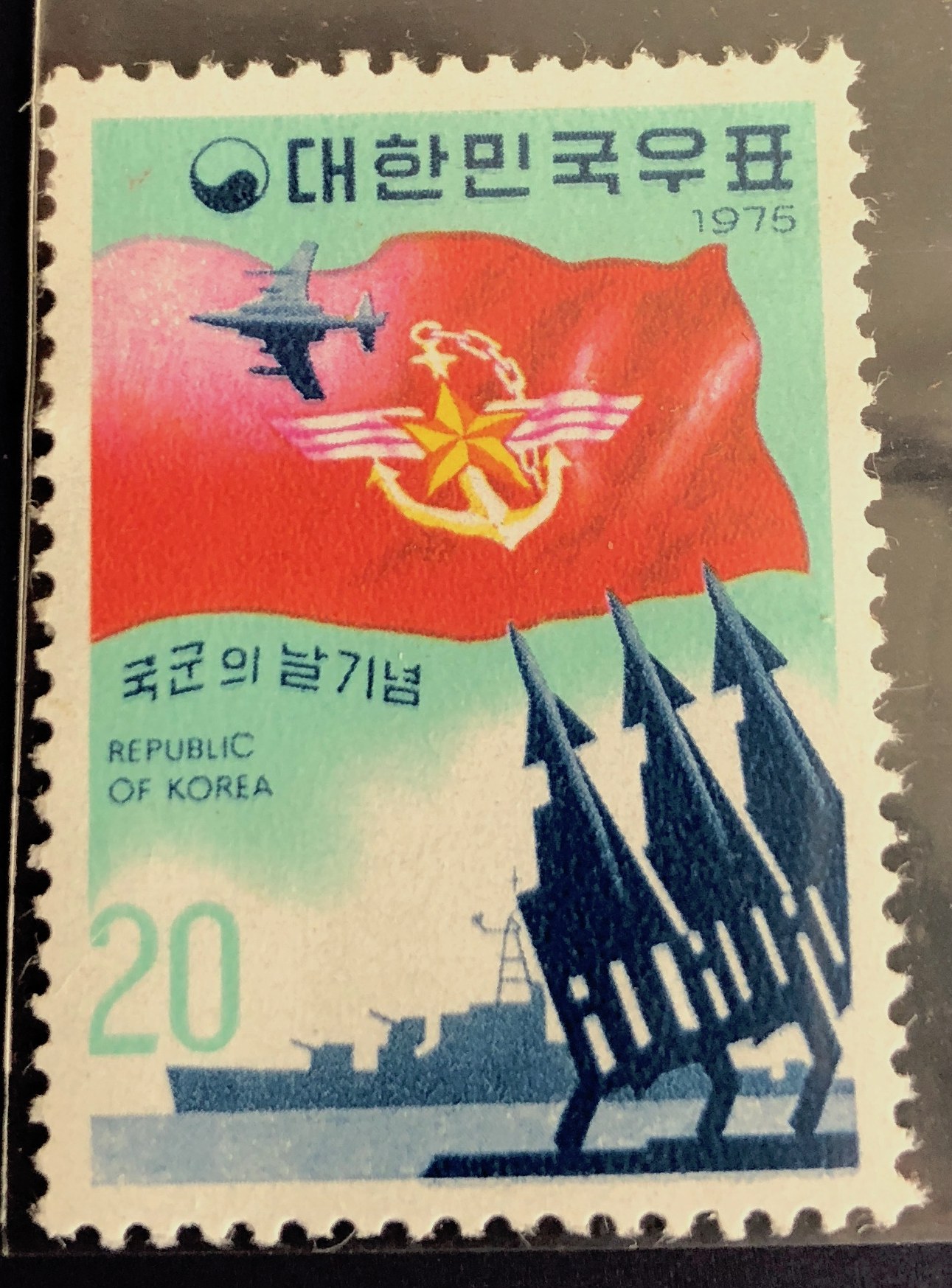
1975년 국군의 날 기념 우표

국군의 날(國軍의 날)은 대한민국의 기념일 중 하나로, 매년 10월 1일이다. 대한민국 국군을 기념하며, 국군의 위용을 세계 만방에 널리 알리고 장병들의 사기를 높이기 위해 정한 날로, 과거의 공군의 날 (10월 1일)·육군의 날 (10월 2일)·해군의 날 (11월 11일)을 한데 합치기로 하여 1956년에 제정하였다. 1956년 9월 21일 3군 기념일을 통합하고 10월 1일을 (국군의날에 관한규정, 대통령령)에 근거하여 국군의 날로 지정, 이날이 되면 사열·시범 전투 등 각종 행사를 국민들 앞에서 펼쳐보이기도 한다.

## 역사
- 1949년 10월 1일, 대한민국 공군이 대한민국 육군으로부터 독립해 창군한 날이다.
- 1950년 10월 1일, 한국 전쟁 당시 동부전선에서 육군 제3보병사단 23연대가 선봉으로 38선을 돌파한 날이다.
- 1953년 10월 1일, 한미상호방위조약이 미국 워싱턴 D.C.에서 대한민국 외무부장관 변영태와 미국 국무장관 존 포스터 덜레스의 서명으로 체결된 날이다.
- 1956년 9월 21일 3군 기념일을 통합하고 10월 1일을 (국군의날에 관한규정, 대통령령)에 근거하여 국군의 날로 지정
- 1973년 3월 30일 국군의 날에 관한 규정폐지, 각종기념일등에관한규정에 규정.
- 1976년 9월 3일 각종기념일등에관한규정에서 제외.
- 1982년 5월 15일 각종기념일등에관한규정에 재(再)규정.
- 1990년 11월 5일 법정공휴일에서 폐지됨으로써 이듬해인 1991년부터 공휴일에서 제외됨
- 2024년 10월 1일 임시공휴일로 지정됨

## 의의
- 국군의 새로운 위상과 참모습 적극 홍보 및 장병의 사기 진작과 유비무환의 총력 안보 태세 확립
- 대군 신뢰감 고취와 민·군 유대 강화로 자주국방과 안보의식 고양

## 국군의 날 기념일 변경 촉구 결의안
일부에서는 국군의 날을 대한민국 임시정부의 법통을 이어받다는 헌법정신을 따라 대한민국 임시정부가 한국 광복군을 처음 만든 1940년 9월 17일을 기념해 9월 17일로 변경하는 것이 옳다고 주장하기도 한다. 실제로 이를 실천하기 위한 결의안이 두 차례에 걸쳐 국회에 제출되었으나 모두 무산되었다.

## 같이 보기
- 대한민국 국군
- 주한미군(USFK)
- 대한민국의 기념일